# 利曼诺耶村委员会
利曼诺耶村委员会（俄语：Лиманновский сельсовет）是俄罗斯联邦阿穆尔州谢雷舍沃区所属的一个村委员会。其下辖有2个居民点，行政中心为利曼诺耶。据2015年统计，该村委员会的人口为276人。
2015年，利曼诺耶村委员会并入莱蒙托沃村委员会。